# Église Sainte-Marie-Sopra-Olcio
L'église Sainte-Marie-Sopra-Olcio (italien : Chiesa di Santa Maria sopra Olcio) est une église catholique située à Mandello del Lario, dans la province de Lecco, en Italie. Construite entre les XIe et XIIe siècles, elle constitue un exemple de « l’architecture romane » dans les Préalpes lombardes ».

## Histoire
L’« Église Sainte-Marie-Sopra-Olcio » située à 664 m d'altitudea été construite entre le XIe et XIIe siècles dans le cadre d'un réseau d'églises paroissiales servant de centres religieux et communautaires pour la population locale. 
Le nom de l’église, qui signifie littéralement « Sainte-Marie au-dessus d’Olcio », fait référence à sa position dominant l’ancien hameau d'« Olcio ». Au fil des siècles, elle a été placée sous la juridiction du diocèse de Côme et servait de lieu de culte ainsi que de halte pour les pèlerins voyageant le long de la rive orientale du lac de Côme. 
Le bâtiment fut transformé en couvent d'un ordre de moines locaux qui suivaient la règle de Saint Benoît, placé sous la juridiction de l'évêque de Côme et du pape. Jusqu'en 1441, le monastère resta actif, avec un petit nombre de moines pour accomplir les tâches d'accueil des fidèles. Cette année-là l'évêque de Côme décida de fermer le couvent en raison du manque de moines et de voyageurs. Ses terres furent toutes restituées aux héritiers légitimes des communes de Somana et Mandello. Puis, en 1713, un ermite nommé Alessandro Carizzoni revint vivre dans le couvent, jusqu'alors abandonné. Il vécut dans la structure jusqu'en 1790, date de sa mort, et réalisa des restaurations de la structure délabrée, comme la construction du porche de l'église. Les restaurations les plus importantes eurent lieu en 1927 et après l'incendie de l'église de 1997,.

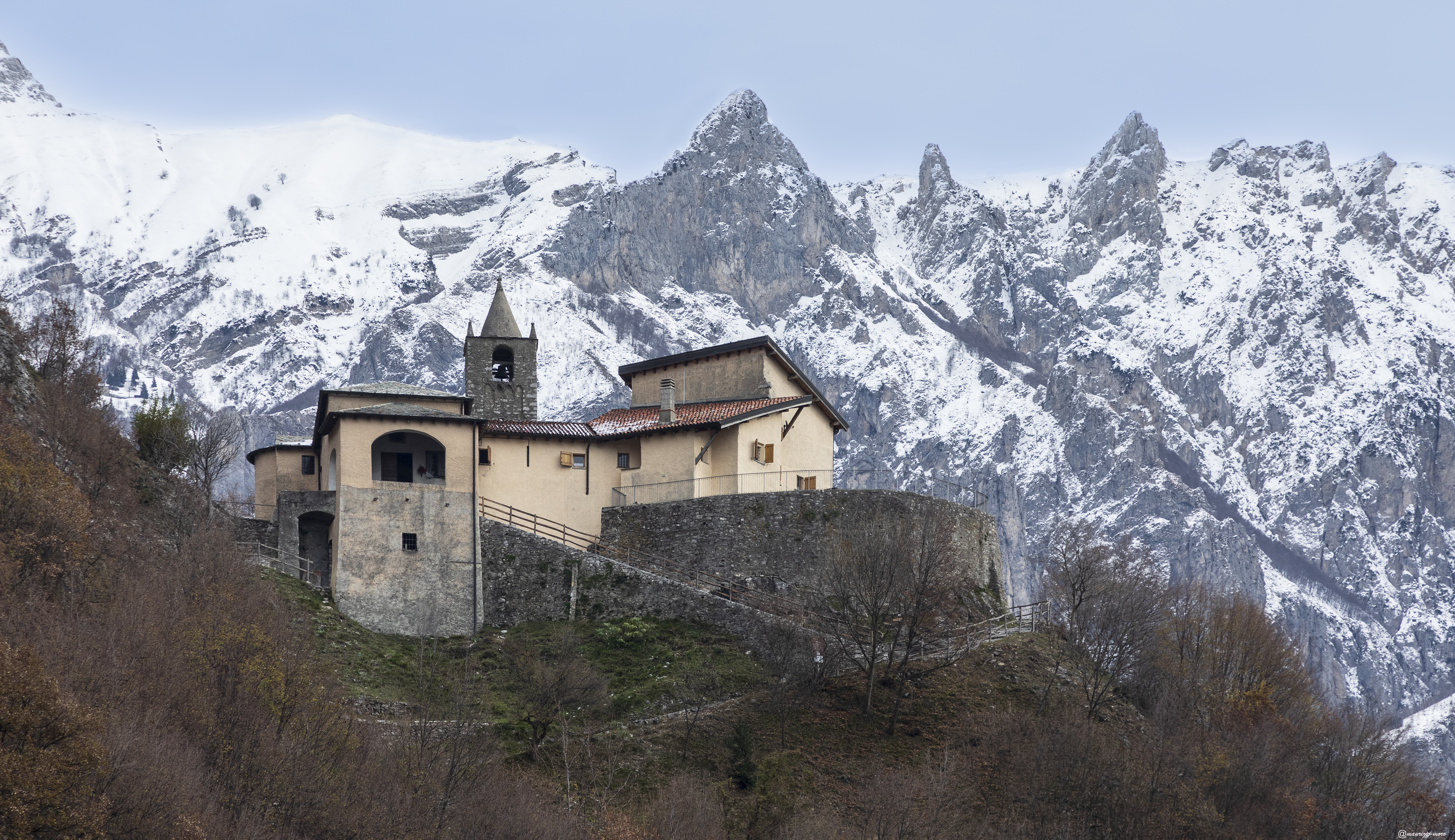

## Architecture
L’église entourée par un mur est construite dans le style de l’architecture romane, typique de la Lombardie. Ses matériaux de construction sont principalement de la pierre locale, ce qui lui confère une apparence médiévale authentique. 
Le clocher est relativement bas et comporte des « fenêtres en arc » étroites, caractéristiques des églises lombardes du XIe et XIIe siècles.
L’intérieur est composé d’une seule nef à croix latine, ornée de fresques du XIVe siècle, représentant la Vierge à l'Enfant avec Saint Laurent et Saint Roch.
L'abside est décorée d’« arcs » et de motifs sculptés typiques de la période romane. 

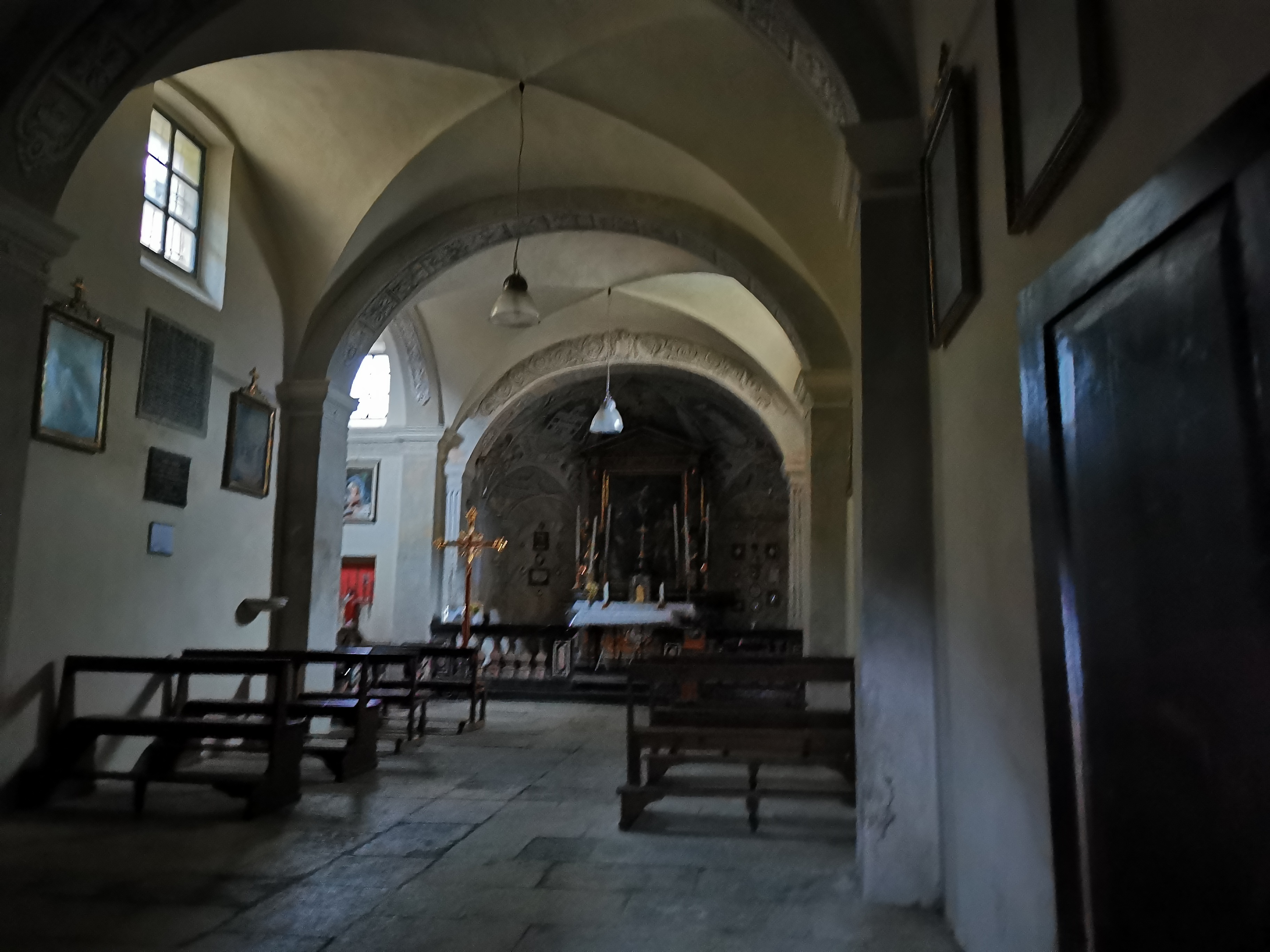
Intérieur de l'église.

## Importance culturelle
L’« église Sainte-Marie-Sopra-Olcio » a une grande valeur artistique et religieuse. Au XIXe siècle, elle a fait l’objet d’études par des historiens et des restaurateurs analysant ses éléments architecturaux et ses fresques. 
L’église est associée à des légendes locales affirmant que son emplacement en hauteur aurait été choisi pour offrir une protection spirituelle aux villages environnants. 